# Leirhnjúkur
Le Leirhnjúkur ['lεiːr̥ˌn̥juːkʏr̥] est un volcan actif situé au nord-est du lac Mývatn dans le système volcanique de Krafla, en Islande. Le champ hydrothermal comporte des fumerolles et des mares de boue.